# Tällholmsfjärden, Åland
Tällholmsfjärden är en fjärd i Åland (Finland). Den ligger i den sydvästra delen av landskapet, 15 km väster om huvudstaden Mariehamn.